# 尾張三社
尾張三社（おわりさんしゃ）は、愛知県半田市亀崎町10丁目140番地にある神社。

## 祭神

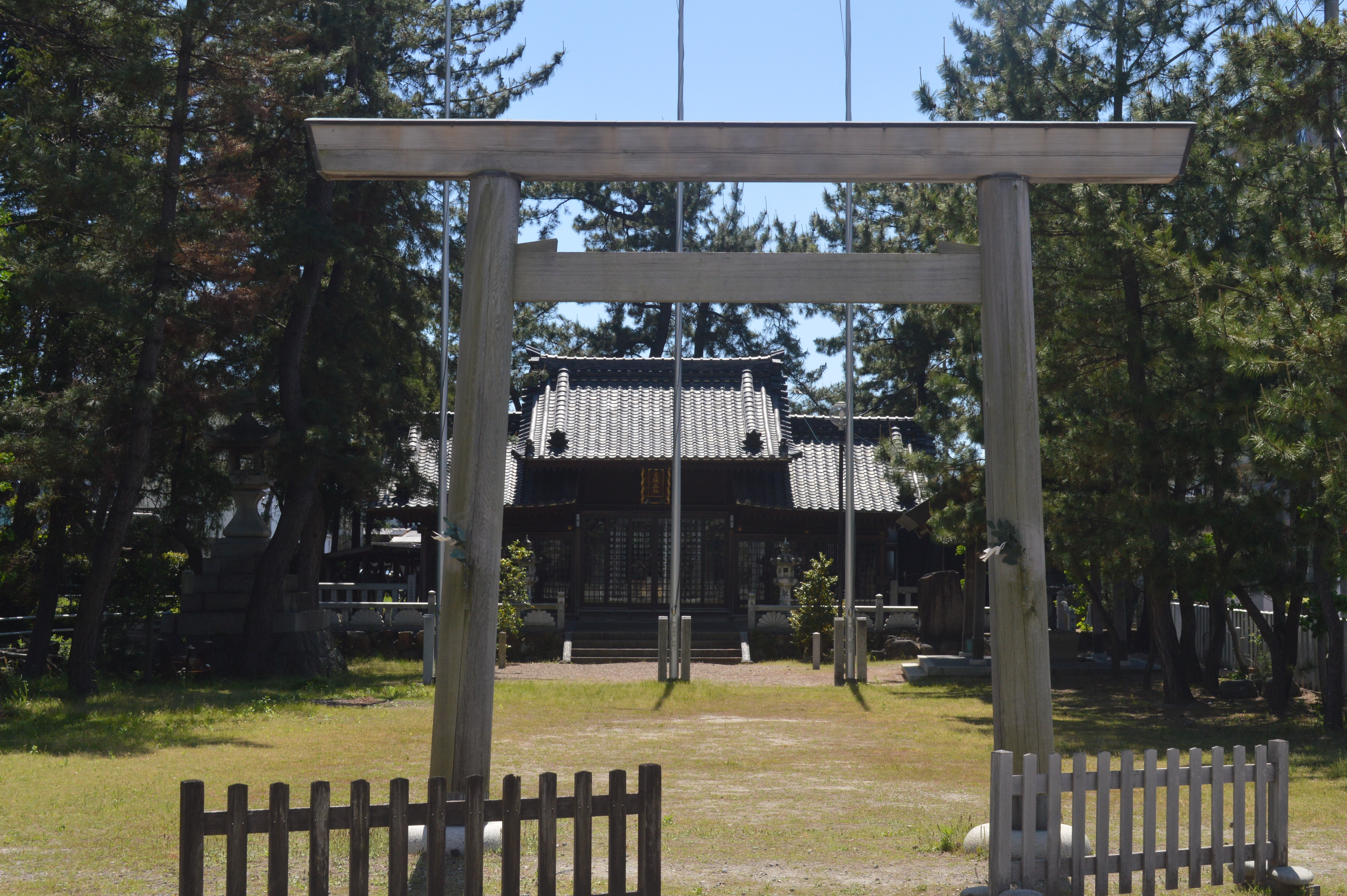
鳥居と境内

尾張国を代表する3つの神社、津島神社・熱田神宮・真清田神社を祀っており、3つの神社それぞれの祭神を尾張三社の祭神としている。
- 津島神社の素戔嗚尊（すさのおのみこと）
- 熱田神宮の日本武尊（やまとたけるのみこと）
- 真清田神社の天火明命（あめのほあかりのみこと）

## 歴史
江戸時代に亀崎の海岸に津島神社の御神符が流れ着き、住民が海に戻したものの再度流れ着いた。住民は文政6年（1823年）6月に小さな社を営み、これが尾張三社の始まりである。やがて熱田神宮と真清田神社の御神符も迎え、3つの各小社を並べて祀る現在の姿となった。慶応元年（1865年）には現在の社殿が建立された。南側には三社公園がある。

## 祭礼

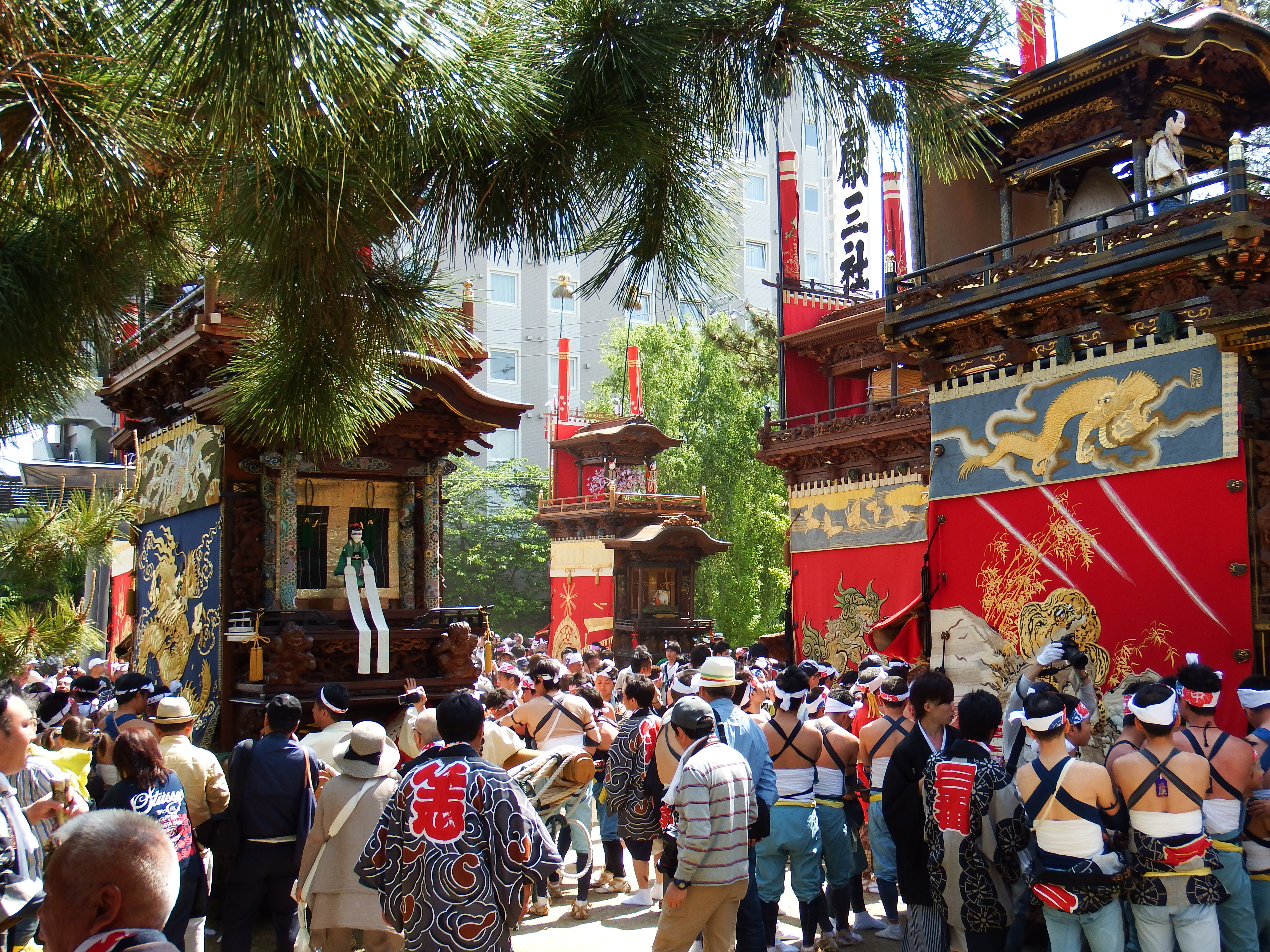
亀崎潮干祭における尾張三社前での曳き回し

毎年5月3日・4日に開催される神前神社の亀崎潮干祭では、尾張三社が御旅所となり、人形技芸（からくり人形の舞）の奉納が行われる。

## 現地情報
所在地
- 475-0023 愛知県半田市亀崎町10丁目140番地

交通アクセス
- JR武豊線亀崎駅から徒歩10分